# Ramsau im Zillertal
Ramsau im Zillertal je obec v Rakousku ve spolkové zemi Tyrolsko v okrese Schwaz.
Žije zde 1 582 obyvatel (1. 1. 2011).